# 加奈姆區
加奈姆區（阿拉伯语：‎）是乍得的一個大區，位於該國西部，西鄰尼日爾。首府馬奧，下分三省:7。